# الیانا لا فرارا
الیانا لا فرارا (Eliana La Ferrara)، اقتصاددان اهل ایتالیا است که (از فوریه ۲۰۱۸) در رشته اقتصاد و توسعه در دانشگاه بوکونی، کرسی Fondazione Romeo ed Enrica Invernizzi را در اختیار دارد. وی در این دانشگاه همچنین به عنوان مدیر علمی «لابراتوار برنامه‌های مؤثر ضد فقر» (LEAP) خدمت می‌کند. لا فرارا پیش از این، رئیس «دفتر تحقیقات و تحلیل توسعه اقتصادی» (BREAD) و همچنین رئیس «انجمن اقتصادی اروپا» بود.

## زندگی‌نامه
در سال‌های ۱۹۹۳ و ۱۹۹۷ لا فرارا به ترتیب در رشته اقتصاد و علوم اجتماعی کامیاب به اخذ لورئاتو شد و همچنین دکترای تحقیقاتی اقتصاد را از دانشگاه بوکونی دریافت کرد. سپس در سال ۱۹۹۹ وی دکترای خود را از دانشگاه هاروارد دریافت کرد. لا فرارا از سال ۱۹۹۸ بیشتر در دانشگاه بوکونی فعالیت کرده‌است. وی در حال حاضر در این دانشگاه کرسی Fondazone Romeo ed Enrica Invernizzi در رشته اقتصاد توسعه را در اختیار دارد و به عنوان مدیر علمی لابراتوار سیاست‌های مؤثر ضد فقر خدمت می‌کند. علاوه بر این او سخنرانی‌های مختلفی را در دانشگاه‌های نامور (۲۰۰۶)، اسلو (۲۰۱۲، ۲۰۱۳) و MIT (۲۰۱۲ الی۲۰۱۳) برگزار کرده‌است. همچنین در سال ۲۰۱۷ الی ۲۰۱۸، لا فرارا استاد بی‌پی‌سنتنیال در دانشکده اقتصاد لندن بود. به عنوان وابستگی‌های حرفه‌ای، لا فرارا مدیر علمی لابراتوار سیاست‌های مؤثر ضد فقر (LEAP) است. از سال ۲۰۱۶ الی ۲۰۱۹ وی رئیس دفتر تحقیقات و تحلیل اقتصادی توسعه (BREAD) بود. لا فرارا در سال ۲۰۱۸ در سمت رئیس انجمن اقتصادی اروپا (EEA) خدمت می‌کرد. همچنین وی در کمیته اجرایی شبکه تحقیقاتی توسعه اروپا (EUDN) عضویت دارد و یکی از مدیران برنامه تحقیقاتی دولتی در مرکز رشد بین‌المللی(IGC) می‌باشد. لا فرارا به مؤسسه تحقیقات اقتصادی اینوسنزو گاسپارینی (IGIER) , PE، انجمن اقتصادسنجی و لابراتوار اقدام علیه فقر عبداللطیف جمیل (J-PAL) در اِم. آی. تی وابسته است. لا فرارا به عنوان خدمات حرفه‌ای، سردبیر اِکونومیکا، مجله اقتصادهای آفریقا و توسعه جهانی است. وی همچنین داور چندین مجله اقتصادی مانند بررسی اقتصادی آمریکا یا فصل‌نامه اقتصاد می‌باشد. لا فرارا همچنین عضو هیئت داوران علوم اجتماعی پاداش اینفوسیس ۲۰۲۰بوده‌است. در سال ۲۰۱۹ او به عنوان عضو آکادمی هنر و علوم آمریکا انتخاب شد.

## تحقیقات
تحقیقات لا فرارا بر اقتصاد نهادها، روش‌های اجتماعی، رسانه‌ها، درگیری و قومیت متمرکز است. بر اساس IDEAS/RePEc، او جزء ۲ درصد از اقتصاددانان مورد استناد است. زمینه‌های کلیدی تحقیقات او شامل موارد ذیل است:

### بررسی اقتصاد تنوع قومیتی و نابرابری اقتصادی
لا فرارا به این موضوع می‌پردازد که چگونه تفاوت‌ها در عایدات یا قومیت اعضای یک جامعه (یعنی ناهمگونی جامعه) بر تشکیل گروه‌ها، شرکت در فعالیت‌های اجتماعی و اعتماد به دیگران تأثیر می‌گذارد و این یکی از زمینه‌های اصلی تحقیقات وی می‌باشد.
لا فرارا و آلبرتو آلسینا با بررسی تأثیر ناهمگونی بر تشکیل گروه‌ها و شرکت در فعالیت‌های اجتماعی در جوامع ایالات متحده دریافتند که هر چه یک جامعه نابرابرتر و از نظر قومی متنوع‌تر باشد، مشارکت اجتماعی در آن کمتر است. همچنین افرادی که مخالف اختلاط نژادی هستند، هر چه جامعه آن‌ها از نظر نژادی متنوع‌تر باشد، به‌طور فزاینده‌ای منزوی‌تر می‌شوند. علی‌رغم استانداردهای بسیار متفاوت زندگی، به نظر می‌رسد که اثر نابرابری عایدات در کشورهای در حال توسعه نیز وجود داشته باشد: لا فرارا متوجه شد که در روستاهای تانزانیا نابرابری در سطح روستا به‌طور کلی شرکت افراد، به ویژه افراد نسبتاً ثروتمند، در گروه‌ها را کاهش می‌دهد. با این حال وی همچنین دریافت که این اثر جمعی، اهمیت دسترسی باز یا محدود به گروه‌ها را از نظر پنهان می‌کند: اگر رشد نابرابری بیشتر به دلیل ثروتمندتر شدن برخی از اقشار بسیار فقیر باشد، شرکت در گروه‌های باز کاهش می‌یابد. اما اگر در عوض رشد نابرابری در نتیجهٔ ثروتمند شدنِ افرادِ با عایدی متوسط باشد، شرکت در گروه‌های با دسترسی محدود افزایش می‌یابد و هر دو فرایند بر عمل‌کرد گروه تأثیر می‌گذارند. اعتماد (یا عدم اعتماد) میان اعضای یک جامعه، یکی از راه‌هایی است که به دلیل آن تنوع یک جامعه بر زندگی اجتماعی آن تأثیر می‌گذارد. لا فرارا و آلسینا دریافتند که در ایالات متحده، افرادی که (الف) در یک جامعه نژادی مختلط و/یا به شدت نابرابر زندگی می‌کنند، (ب) اعضای گروهی که از لحاظ تاریخی مورد تبعیض قرار گرفته‌اند، (به عنوان مثال آمریکایی‌های آفریقایی‌تبار و تا حدی زنان)، (ج) کسانی که از نظر عایدات و تحصیلات کامیاب نیستند و/یا (د) اخیراً تجربیات آسیب‌زا داشته‌اند، به سختی می‌توانند به دیگران اعتماد کنند. اما در مقابل، اعتقادات مذهبی یا ریشه‌های قومی بر اعتماد به دیگران تأثیر نمی‌گذارند.

### بررسی رابطه میان درگیری خشونت‌گرا و بازارهای مالی
الیانا لا فرارا در بخش دیگری از تحقیقات خود، رابطه میان درگیری خشونت‌گرا و بازارهای مالی را بررسی می‌کند. نمونه‌هایی از این مطالعات عبارت از توسعه روشی برای شناسایی تجارت‌های غیرقانونی سلاح، تجزیه و تحلیل این‌که آیا درگیری خشونت‌گرا برای شرکت‌های خصوصی مفید است، یا مضر و واکنش بازارهای مالی به اخبار درگیری‌های خشونت‌گرا:
در بحث تجارت غیرقانونی تسلیحات، الیانا لا فرارا و استفانو دلاویگنا دریافتند که در کشورهای تحت تحریم‌های بین‌المللی تسلیحات، چنانچه سازندگان اسلحه تحریم‌ها را نقض کنند، رویدادهای تشدیدکننده درگیری‌های خشونت‌گرا (در نتیجه تشدیدکننده تقاضا برای سلاح) می‌توانند، بر قیمت سهام این شرکت‌ها نیز تأثیر بگذارند. آن‌ها به دلیل این فرضیه نشان می‌دهند که ثمرِ سهام سازندگان اسلحه‌ای که در کشورهای بسیار فاسد با تجارت غیرشفاف تجارت اسلحه مستقر هستند، در واقع منعکس‌کننده این رویدادها هستند و بررسی این ثمرات می‌تواند بسیاری از این ارتباطات را از طریق تحقیقات سازمان ملل و اخبار آنلاین اثبات کند. در یک مطالعه دیگر در مورد رابطه میان درگیری‌های خشونت‌گرا و بازارهای مالی، لا فرارا و ماسیمو گیدولین برای ارزیابی تأثیر درگیری در آنگولای غنی از الماس بر شرکت‌های خصوصی، پایان ناگهانی و غیرمنتظره جنگ داخلی آنگولا در سال ۲۰۰۲ (به دلیل مرگ جوناس ساویمبی رهبر شورشیان (UNITA را مورد بررسی قرار دادند. به‌ویژه لا فرارا و گیدولین دریافتند که این رویداد باعث شد تا ثمرِ شرکت‌های استخراج الماس دارای امتیاز در آنگولا به‌طور غیرعادی به میزان 4pp کاهش یابد. این در حالی است که این اتفاق تأثیری بر شرکت‌های استخراج الماس که در آنگولا فعال نبودند، نداشت. با توجه به این یافته، آن‌ها معتقدند که درگیری‌های خشونت‌گرا ممکن است با ایجاد موانع اضافی برای ورود به بازار، تضعیف قدرت جگره‌کردن دولت‌ها در مورد توزیع کرایه منابع طبیعی و شفاف‌سازی کمتر صدور مجوز برای امتیازات معدن، به نفع شرکت‌های اجاره‌دار در بخش استخراج باشد. نهایتاً در یک مطالعه دیگر با رویکرد جهانی، لا فرارا و گیدولین دریافتند که شاخص‌های سهام MSCI بازارهای سهام ایالات متحده، بریتانیا و فرانسه، شاخص‌های کلی کالا (البته نه برای معاملات آتی نفت، محصولات کشاورزی یا طلا) و نرخ مبادله دلار آمریکا در ۱۰۱ درگیری خشونت‌گرا در طول سال‌های ۱۹۷۴–۲۰۰۴ به‌طور متوسط به اخبار آغاز درگیری واکنش مثبت نشان می‌دهند. این در حالی است که بازارهای سهام در ژاپن و همچنین شاخص‌های کالاهای کشاورزی، معاملات آتی پطرولیم و طلا واکنش مثبت نشان نمی‌دهند. به‌طور کلی، بازارهای سهام به شدت به اخبار درگیری‌های بین‌المللی و همچنین اخبار مربوط به درگیری‌ها در آسیا و شرق میانه واکنش نشان می‌دهند که دومی ناشی از واکنش‌های بسیار قوی (و عمدتاً منفی) معاملات آتی پطرولیم است.

### بررسی تأثیر تلویزیون بر هنجارهای اجتماعی در برزیل
سومین حوزه تحقیقات لا فرارا به «صادرات» هنجارهای اجتماعی جایگزین از طریق گسترش دسترسی به رسانه‌های مدرن مانند تلویزیون می‌پردازد. الیانا لا فرارا و آلبرتو چونگ با در نظر گرفتن گسترش تدریجی شبکه تلویزیونی رد گلوبو در سراسر برزیل در دهه‌های ۱۹۷۰ و ۱۹۸۰، به این مسئله می‌پردازند که آیا تماشای سریال‌های رد گلوبو که تمایل به نشان دادن هنجارهای اجتماعی مدرن (از جمله طلاق) دارند، بر میزان طلاق تأثیر گذاشته‌است یا خیر. در واقع لا فرارا و چونگ دریافتند که در دسترس بودن شبکه گلوبو به‌طور قابل توجهی تعداد زوج‌هایی که از یک‌دیگر جدا شده یا طلاق گرفته‌اند را افزایش می‌دهد. در مطالعه‌ای دیگرو مجدداً با در نظر گرفتن گسترش تدریجی رد گلوبو در برزیل، لا فرارا، چونگ و سوزان دوریا تأثیر سریال‌های گلوبو را که خانواده‌های نسبتاً کوچکی را به تصویر می‌کشند، بر باروری تحلیل می‌کنند و نهایتاً متوجه تأثیرات منفی قابل توجهی می‌شوند. همچنین دیده می‌شود که در مناطقی که به گلوبو دسترسی دارند، الگوی نام‌گذاری کودکان به شدت منعکس‌کننده الگوی نام‌گذاری شخصیت‌های سریال‌ها می‌باشد. تأثیر سریال‌های تلویزیونی بر باروری به‌ویژه در مورد زنان خانواده‌های فقیر و در فازهای مرکزی و اواخر دوران باروری قوی است؛ لذا این نشان می‌دهد که خانواده‌ها دیدگاه‌های خود را در مورد تعداد مورد نظر فرزندان تنظیم کرده و پس از رسیدن به آن، از بچه‌دار شدن خودداری می‌کنند.

### بررسی رفتار متقابل و نگرش نسبت به توزیع مجدد
لا فرارا در مطالعات بعدی خود به موضوع معاملات اعتباری غیررسمی در شبکه‌های مبتنی بر خویشاوندی در غنا پرداخت. وی متوجه شد که بازپرداخت قرض‌ها به‌طور مؤثر از طریق اعمال فشارهای اجتماعی انجام می‌شود؛ به عنوان مثال با تحریم فرزندان متخلفان. همچنین دیده شد که اعضای خانواده گاهی اوقات در انتظار عمل متقابل، رفتار قرض‌دهی خود (مثلاً ارائه شرایط مساعد اعتبار) را بر اساس ویژگی‌های والدین طلبکار تنظیم می‌کنند؛ یعنی متصور می‌شوند که دیگران نیز با فرزندانشان چنین می‌کنند. آلسینا و لا فرارا دریافتند که ترجیحات برای توزیع مجدد در ایالات متحده به میزان قابل توجهی به سود و زیان مورد انتظار افراد از توزیع مجدد (که به شدت توسط پیشینه اجتماعی-اقتصادی آن‌ها تعیین می‌شود) و همچنین به باورهای ذهنی آن‌ها در مورد عاملیت اقتصادی فردی بستگی دارد؛ یعنی افرادی که معتقدند جامعه آمریکا «فرصت‌های برابر» را برای پویایی اجتماعی ارائه نمی‌دهد، کمتر با توزیع مجدد مخالفت می‌کنند.